# Epidemia cholery w Poznaniu (1831)
Epidemia w Poznaniu – epidemia cholery w Poznaniu, trwająca od 28 maja (lub 12 lipca) do listopada 1831. 
Epidemia trwała około pół roku, pochłaniając 521 ofiar śmiertelnych (2% populacji miasta). Ogólnie zachorowały 864 osoby. Zawlekli ją Rosjanie walczący przeciwko powstańcom listopadowym. W jej wyniku zmarli m.in. pierwszy burmistrz Poznania, Ludwik Tatzler, oraz rezydujący w Hotelu Wiedeńskim feldmarszałek August von Gneisenau, który kierował z miasta działaniami przeciwko polskiemu ruchowi patriotycznemu. Główny szpital dla chorych urządzono przy ulicy Szewskiej. Lekarze opiekujący się chorymi nosili specjalne czarne płaszcze ochronne z kapturami wykonane z czarnego, woskowanego sukna. Miasto otoczono kordonem sanitarnym w promieniu 22,5 km. Istniała też konieczność 10-dniowej kwarantanny dla osób wyjeżdżających z Poznania (dla łamiących te przepisy mogła być zastosowana nawet kara śmierci). Punkty wjazdu i wyjazdu z miasta wyznaczono w: Murowanej Goślinie, Zielonce, Pobiedziskach, Kostrzynie, Środzie, Kórniku, Krośnie, Stęszewie, Kalwach, Ceradzu, Gaju, Pamiątkowie i Obornikach. Wydawano też i dystrybuowano na ulicach ulotki, w których odradzano picie piwa i zalecano, celem zabicia zarazków, palenie tytoniu. Epidemia cholery w 1831 objęła też inne miasta Polski.